# رند (ویرجینیای غربی)
رند(به انگلیسی: Rand) شهری در ایالت ویرجینیای غربی کشور ایالات متحده آمریکا است که جمعیت آن در سرشماری سال ۲۰۱۰ میلادی، ۱٬۶۳۱ نفر بوده‌است.